# Face the Music (Sinne Eeg)
Face the Music è il nono album in studio della cantante danese Sinne Eeg, pubblicato il 7 aprile 2014 su etichetta discografica Stunt Records.

## Tracce
1. What a Little Moonlight Can Do – 5:20
2. Crowded Heart – 5:20
3. The Best I Ever Had – 4:35
4. High Up in the Sky – 4:23
5. Somewhere – 4:40
6. Let's Face the Music and Dance – 5:11
7. Taking It Slow – 4:44
8. New Horizons – 4:00
9. I Draw a Circle – 4:22
10. What Are You Doing the Rest of Your Life – 3:39
11. Caravan – 3:48

## Classifiche
| Classifica (2014) | Posizione massima |
| ----------------- | ----------------- |
| Danimarca         | 31                |